# 三日月山
三日月山（日语：／ mikazuki-yama）或乌拉特曼山（羅馬化：Vulkan Uratman），是千島群島新知島北端的火山，属外轮山火山。西瞰武鲁顿湾，东临太平洋，海拔高度678米。其熔岩塑造了岛东北部的地形。該火山的山體在全新世時期形成，最后一次喷发约在三千年前。